# Antarktisk pälssäl
Antarktisk pälssäl (Arctocephalus gazella) är en sälart i familjen öronsälar, och en av de åtta arter som utgör släktet Arctocephalus. Arten beskrevs 1875 av zoologen Wilhelm Peters. Den förökar sig i kolonier på öar runt Antarktis, med cirka 95% av den globala populationen på ön Sydgeorgien.

## Utseende
Med en vikt av 133 –204 kg är vuxna hanar fyra till fem gånger tyngre än honor. Hanar är även 1,5 gånger längre med en genomsnittligt längd av 180 cm och en maximallängd av 200 cm. Honor blir 120–140 cm långa och väger 22–51 kg. Pälsen på ovansidan är mörkt gråbrun till grå. Hanar har dessutom en svart man på halsen medan hjässan och bröstet har många synliga gråa och vita täckhår. Hos äldre hanar är nacke och axlar kraftigare på grund av väl utvecklade muskler och ett fettlager. I motsats till äldre hanars mörka undersida har honor, samt yngre hanar, en krämfärgad till ljusgrå päls på undersidan, ibland med ljusgul eller rödbrun ton. Den ljusa pälsen når ibland upp till nacken, och på framsidan upp till ansiktet. Ungefär 0,1–0,2 procent av alla individer är leucistiska med en krämfärgad till honungsfärgad päls.
Morrhårens färg ändrar sig under individens liv. De är först mörka eller blandad mörk och ljus. Äldre exemplar har bara ljusa morrhår. Hos äldre hanar har morrhåren en längd av 30–35 cm vilket är rekord bland sälar. Dessutom kännetecknas huvudet av synliga ljusa yttre öron. Antarktisk pälssäl har i överkäken, på varje sida, 3 framtänder, 1 hörntand och 6 kindtänder. I underkäken har den, på varje sida, 2 framtänder, 1 hörntand och 5 kindtänder.
Fingrarna vid de främre extremiteterna är sammanlänkade med simhud och bildar bröstfenorna. Arten har en lång tumme medan de andra fingrarna gradvis blir kortare mot lillfingret. Vid spetsen av varje finger finns ett hål i huden där en rudimentär klo kan vara synlig. Bakfötternas tår, som med den mellanliggande simhuden bildar en fena, är ungefär lika långa. De yttersta tårna är bara något bredare. De har också en rudimentär klo och de tre inre tårna har en tydlig nagel.

## Utbredning och systematik

### Utbredning
Denna art lever på öarna runt Antarktis. De största kolonierna finns på Sydgeorgien. Andra platser där arten fortplantar sig är Sydshetlandsöarna, Sydorkneyöarna, Sydsandwichöarna, Prins Edwardöarna, Crozetöarna, Kerguelen, Heard- och McDonaldsöarna, Macquarieön och Bouvetön.
Vandrande antarktiska pälssälar påträffas ibland kring Sankta Helena, Ascension och Tristan da Cunha samt vid kustlinjerna av Australien, Argentina, Chile och Brasilien.

### Systematik
Länge placerades pälssälarna i en gemensam underfamilj, Arctocephalinae, för att särskilja dem från sjölejonen som placerades i underfamiljen Otariinae. Detta baserades på pälssälarnas mest distinkta drag, nämligen dess täta underull som är uppblandad med täckhår. Genetiska studier indikerar dock att nordlig pälssäl är mer närbesläktad med vissa sjölejonarter, varför den taxonomiska distinktionen av pälssälar har övergetts. Trots detta har pälssälarna vissa gemensamma egenskaper, som pälsen, deras generellt mindre storlek, längre födosök som sker längre bort från kolonin, mindre byten som den fångar i större mängd och tydligare sexuell dimorfism.
I områden där antarktisk pälssäl förekommer tillsammans med kerguelisk pälssäl eller nyzeeländsk pälssäl förekommer ibland hybrider.

## Ekologi

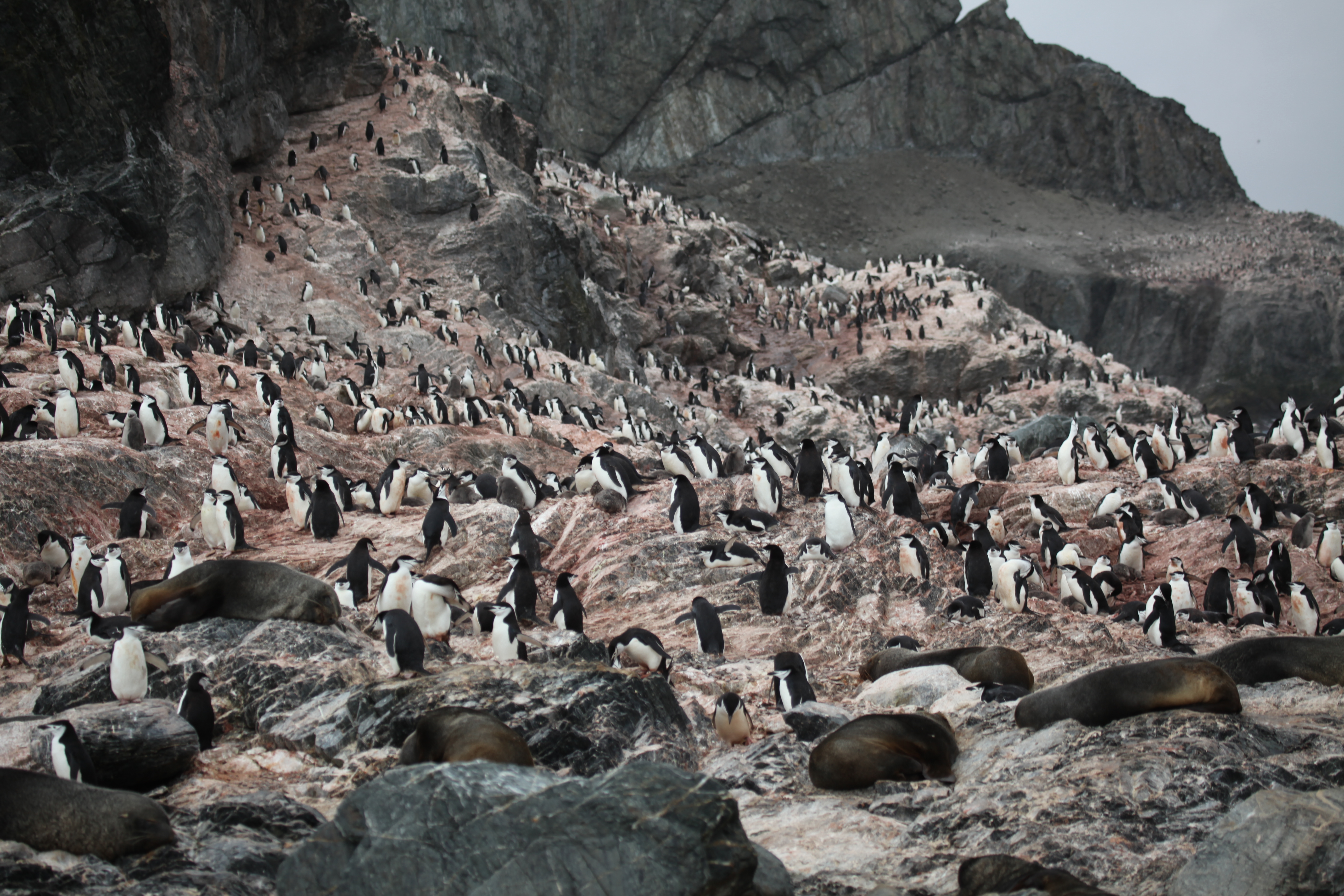
Koloni med antarktiska pälssälar tillsammans med en koloni av hakremspingviner på ön vid Point Wild på Elefantön.

Antarktisk pälssäl födosöker i genomsnitt under fyra till fem dagar i havet för att sedan vistas två till tre dagar på land. Det finns däremot ganska stora avvikelser från dessa genomsnittsvärden beroende på årstid. För att nå födan utför sälen vanligen korta dyk nära vattenytan. Dessa dyk sker oftast under natten. Honor som har diande ungar dyker allmänt längre och djupare, till ett djup av maximalt 181 meter. Arten har olika huvudbyten beroende på utbredningsområde och årstid. I södra Atlanten äter antarktisk pälssäl huvudsakligen krill. I södra Indiska oceanen och Stilla havet består artens föda främst av bläckfisk, prickfiskar, notingar och andra fiskar. Ibland dödas en pingvin för köttets skull.

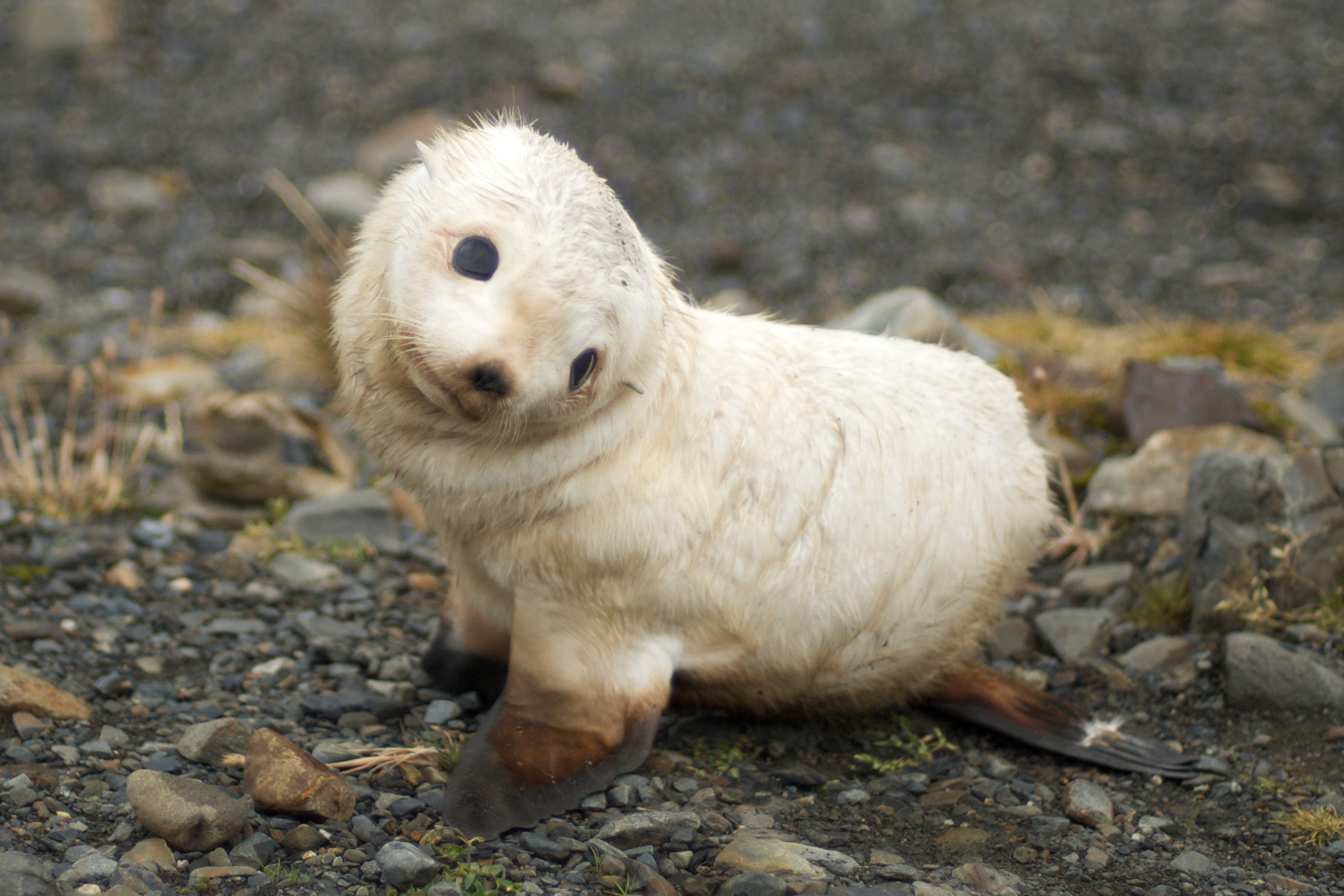
Pälssälsunge.

Under fortplantningstiden bildar antarktisk pälssäl kolonier. De första som, under senare delen av oktober, når fram är hannarna och de strider om ett revir som ger bäst möjlighet till parning. Under striderna används hotfulla läten och kroppsrörelser samt aktivt våld. Födseln av den enda ungen sker en eller två dagar efter honans ankomst, från mitten av november till slutet av december. Under den första veckan efter födseln vårdar honan ungen, varefter honan blir brunstig. Efter parningen lämnar honan sin unge tidvis i kolonin för att leta efter föda. Ungen diar sin mor i cirka fyra månader. Dominanta hanar lämnar vanligen kolonin kort efter parningen. Däremot kan det under alla årstider finnas icke könsmogna unga hanar och mindre framgångsrika hanar i kolonin.
Vid födseln är ungarna 63–67 cm långa och 6–7 kg tunga. De har oftast svart päls, ibland med ljusare partier i ansiktet och mer sällan på andra kroppsdelar. Även ett fåtal ungar kan vara leucistiska. Ungarna uppsöker havet för första gången efter en till en och en halv månad efter födseln. Sin fullt utvecklade simförmåga uppnår den cirka två månader senare, i mars. En hona som når kolonin efter födosöket känner igen sin unge med hjälp av ungens lukt och läte. Honor parar sig första gången när de är cirka tre år gamla och hos hanar sker första parningen ungefär vid sju års ålder.

## Hot och status
Vid slutet av 1700-talet fanns det många miljoner antarktiska pälssälar. Sen började den stora säljakten. Bara under sommaren 1800/1801 dödades på Sydgeorgien 112 000 djur. När en ö var tömd fortsatte jakten på nästa ö. På Sydshetlandsöarna, som upptäcktes först 1819, tog det bara två år tills alla 400 000 pälssälar var slaktade. Ungefär 1830 betraktades arten som utdöd, men i avlägset belägna områden överlevde några individer. Vid början av 1900-talet fanns det en koloni på Sydgeorgien med några hundra individer. Efter skyddsåtgärder som förbjöd jakt har beståndet ökat på ön till cirka 1,6 miljoner sälar.